# Kobelaky
Kobelaky (ukr. Кобеляки) – miasto na Ukrainie, w obwodzie połtawskim, siedziba władz rejonu kobelackiego. Ośrodek przemysłu spożywczego.

## Historia
Od 1803 do 1923 roku w guberni połtawskiej.
W 1919 roku zaczęto wydawać gazetę.
Od 15 września 1941 roku do 25 września 1943 roku miasta było pod okupacją niemiecką. Podczas okupacji w mieście powstał oboz koncentracyjny.
Podczas okupacji hitlerowskiej, we wrześniu 1941 roku Niemcy utworzyli getto dla żydowskich mieszkańców. Przebywało w nim około 350 osób. 26 stycznia 1942 roku Niemcy zlikwidowali getto, a Żydów zamordowali. Sprawcami zbrodni była niemiecka żandarmeria i lokalna ukraińska policja. 
W 1989 liczyły 12 975 mieszkańców.
W 2013 liczyły 10 181 mieszkańców.